# Polonia w Południowej Afryce
Polonia w Południowej Afryce – ludność polskiego pochodzenia w Południowej Afryce. Polacy mówią na co dzień głównie po angielsku i afrikaans. Najczęściej mieszają się z innymi grupami narodowymi. Tworzą mieszane rodziny pod względem narodowości, rzadziej pod względem rasowym.
Pierwszą liczną grupą imigrantów było 12 tysięcy żołnierzy sił polskich i około 500 osieroconych dzieci z Syberii, które w czasie II wojny światowej przyjął rząd południowoafrykański. Drugą grupą byli Polacy przebywający na kontraktach Polservice, którzy po wygaśnięciu umowy nie wrócili do Polski. Najwięcej Polaków przybywało tutaj od początku lat 80. XX wieku do końca apartheidu, czyli do 1994 roku. W wyniku polityki apartheidu potrzebowano białych, wykształconych imigrantów do pracy. Byli nimi między innymi Polacy, dla których, po ucieczce do Europy Zachodniej z kraju, ta oferta była bardzo interesująca. Dzieci imigrantów mogły bezpłatnie uczęszczać do szkół południowoafrykańskich.
Po wyborach parlamentarnych z 1994 roku i wybraniu Nelsona Mandeli na prezydenta w obawie przed zmianami liczba Polonii zaczęła spadać stabilizując się do ponad 15 tysięcy, jednak od około 2000 roku liczba ta zaczęła maleć ponownie w wyniku naturalnego postępującego procesu umieralności oraz reemigracji do innych krajów oraz do Polski osób przybyłych jak i ich dzieci. Sytuację tę zmienił także trwający od około 2007 roku kryzys energetyczny oraz nasilenie się przestępczości, braku pracy i niepokojów społecznych w tym państwie.
Według danych ONZ w 2020 roku liczba polonii w RPA liczyła 9577 mieszkańców.